# ニュース女子
『ニュース女子』（ニュースじょし）は、DHCシアターが過去に放送し、2015年4月12日から2021年3月15日までインターネット定時配信をしていたトークバラエティ番組である。
放送当初は『女は悩まない 女の世直しニュース女子』（おんなはなやまない おんなのよなおしニュースじょし）の番組名で毎週日曜日1:00 - 2:00（土曜日深夜）に、のちに毎週金曜日21:00 - 22:00に2016年4月1日まで、『ニュース女子』に改題して2016年4月8日から2017年3月31日まで、それぞれ放送した。
2017年4月から2021年3月15日まではDHCシアターから組織変更したDHCテレビジョンが、従前通りに放送事業者に対して放送枠を購入してネットしていた。

## 概要
2015年4月1日、シアターテレビジョンからDHCシアターへチャンネル名称変更後、放送開始された番組の1つ。番組のコンセプトは、「日本を代表する論客（オジサマ）たちが女性にも楽しく分かりやすくニュース解説し、次代を担う若い女性達に日本の未来を託すべく集まった社交界」と定義し、論客と女性タレント及びエキストラの一般人女性がニュース、時事問題についてトークする番組構成である。
また、この番組の収録については、DHCシアター（現：DHCテレビジョン）のスタジオではなくニコファーレにて隔週木曜の夕方以降から収録を実施していた。しかし、2019年7月31日にニコニコ動画の運営元であるドワンゴがアンテナショップの「ニコニコ本社」とnicofarreの営業終了に伴い、同年8月以降の当該番組の収録は、同局が同年7月にオープンした渋谷区宇田川町の東急ハンズ渋谷店地下2階に所在する「DHC渋谷スタジオ」で行われることとなった。
また、本番組は2015年10月以降から、DHCシアターがインターネットプラットフォームYouTube上の自らのアカウントにて後日アーカイブとして配信し、2016年9月からTOKYO MXのIPサイマル放送サービス、スマートフォン アプリケーションのエムキャスにてインターネット同時配信が開始された。
2015年10月8日（制作局での同月9日放送分）から、TOKYO MXにて番組販売でのネット受け開始となり、その半年後の2016年4月4日からプライムタイムへ時間を変更し、2016年3月31日にリニューアル記者会見の場で、当時：DHCシアターの代表取締役社長で番組制作統括を兼ていた濱田マキ子が、「報道ステーションを潰しにいきます」と裏番組で放送枠が被っている『報道ステーション』（テレビ朝日）を名指しで挑戦する意思を宣言した。

### 問題となった内容
2017年1月6日放送回にて普天間基地移設問題における高江のヘリパッド建設工事反対デモ報道の番組内容による、BPO事案が発生。2018年には名誉毀損で提訴され、2021年9月、賠償を命じる地裁判決が下された。
その後、2017年12月14日にBPOの裁定が下り、番組販売先のTOKYO MXは裁定内容を受けて供給先であるDHCシアター及びスポンサーである親会社のDHCと協議し、番組制作の段階から責任所在確認のためにTOKYO MXが制作に関わる協議を行ったが、DHC側の意向で破談となり、2018年3月1日に同年同月31日にて放送終了を発表した。また、この一件に伴い、DHCはTOKYO MX全体のスポットCMの出稿を引き揚げた。

### TOKYO MXの番組販売撤退以降
TOKYO MXの番組販売終了後からも地上波地方局及びBSでの番組販売は継続し、テレビ局放送以後のインターネット動画配信プラットフォームでの動画配信を行っていた。2018年3月迄はテレビ放送が先行扱いとなっていたが、同年4月2日以後から毎週月曜の動画配信プラットフォームでの定時動画配信に移行し、また配信曜日の移動もあった。
一定の役割を終えたと判断し、2021年1月に放送終了を秘密裏に決定。
2021年3月15日配信分で、当該番組を同月末にて配信終了することを発表してその役割を終え、6年の放送に幕を降ろした。

## 出演者

### MC

#### 主催者（メイン）
2021年1月12日初回配信回以後、持ち回りで「代理司会」を担当。
- 須田慎一郎（ジャーナリスト）
- 武田邦彦（中部大学 特任教授）
- 飯田泰之（明治大学政治経済学部准教授）

#### 主賓（サブ）
- 西川史子（医師・タレント）[注 3]

### パネリスト

#### 現在
ニュース解説
- 岸博幸（元経産省官僚、慶應義塾大学大学院 教授）
- 藤井厳喜（国際問題アナリスト）
- 井上和彦（軍事ジャーナリスト）
- 高橋洋一（嘉悦大学教授、内閣官房参与　「政策工房」代表取締役会長）
- 原英史（「政策工房」代表取締役社長）
- 村上政俊（同志社大学嘱託講師　元衆議院議員・元外務省官僚）
- 石平（評論家）
- 大高未貴（ジャーナリスト） - 2016年10月7日、2017年1月20日、3月17日、第120回、2017年8月29日[注 5]、第145回、第208回（2019年4月8日）、
- 阿比留瑠比（産経新聞社 政治部編集委員兼論説委員）
- 加藤達也（産経新聞社 社会部編集委員、前ソウル支局長）- 2017年9月4日、12月11日、第208回（2019年4月8日）
- 筆坂秀世（政治評論家　元日本共産党政策委員長）- 第122回、第193回（2018年12月24日）、第208回（2019年4月8日）、第214回（5月20日）
- 江崎道朗（評論家）- 第231回（2019年9月17日）

参加者
△：西川休演時の代理進行
- 吉木りさ（タレント、グラビアアイドル）△
- 杉原杏璃（グラビアアイドル）△
- 八田亜矢子（タレント）
- 森山るり（タレント）
- 小嶋菜月（タレント、元AKB48）- 2018年5月21日
- 大田明奈（タレント）
- 彩川ひなの（タレント）
- 鈴原ゆりあ（タレント）
- 眞鍋由佳（タレント）
- 五十嵐麻里恵（会社員）

#### 過去
肩書はいずれも当時

##### 主催者（メイン）
- 長谷川幸洋（ジャーナリスト・東京・中日新聞論説委員）[11] - 2015年4月 - 2018年4月、初代
- 上念司（経済評論家）2018年4月 - 2021年1月5日、2代目

##### 主賓（サブ）
- 飯星景子（タレント）[注 7]

ニュース解説
男性陣
- 青山繁晴（当時：株式会社独立総合研究所 社長）[注 8][12]
- 勝谷誠彦（コラムニスト）[13]
- 杉村太蔵（元衆議院議員・タレント）
- 中野雅至（元厚労省官僚、神戸学院大学教授）
- 木暮太一（ビジネス書作家）
- 江川達也（漫画家）
- 長谷川豊（フリーアナウンサー・元フジテレビアナウンサー）
- 森田豊（医師・医療ジャーナリスト）
- 玉木正之（スポーツライター）
- 百田尚樹（作家）
- 有本香（ジャーナリスト） - 2016年10月7日、2017年1月20日、8月29日[注 5]、第144回
- 美根慶樹（東京大学教養学部 講師）
- 山田健太 (法学者)（専修大学文学部教授）
- 末延吉正（東海大学教授・ジャーナリスト・元テレビ朝日政治部部長）
- 本村健太郎（弁護士）
- 石川英治（実業家）
- 鈴木宗男（元衆議院議員）
- 安倍川元伸（日本大学総合科学研究所 教授）
- 武貞秀士（政治学者・拓殖大学大学院 国際協力学研究科特任教授）
- 吉川祐二（元警視庁警察官・防犯コンサルタント）
- 伊藤惇夫（政治評論家）
- 志方俊之（軍事アナリスト）
- 小川泰平（犯罪ジャーナリスト・元神奈川県警刑事）
- 寺脇研（元文部省官僚）
- 所功（モラロジー研究所教授）
- 井上薫（元裁判官、弁護士）
- 菊地幸夫（弁護士）
- 百地章（日本大学法学部 教授、憲法学者）
- 高森明勅（皇室研究者）
- サニー・フランシス（ラジオパーソナリティ・DJ） - 2016年12月2日
- 巽好幸（地質学者、神戸大学大学院理学研究科教授） - 2016年12月16日
- 門田隆将（ジャーナリスト、元週刊新潮編集次長）
- 高橋浩祐（ジャーナリスト、元朝日新聞記者、ハフィントン・ポスト・ジャパン編集長）
- 西岡力（北朝鮮に拉致された日本人を救出するための全国協議会(救う会)会長）
- 小谷賢（日本大学危機管理学部教授）
- 三浦博史（選挙プランナー）
- 奥茂治（元海上自衛官、南西諸島安全保障研究所 所長）※韓国仁川国際空港からのSkype出演 - 第121回
- 中谷元（元防衛大臣、衆議院議員）
- 宮嶋茂樹（戦場カメラマン）
- 中田宏（元衆議院議員、横浜市長）
- 渡邉哲也（経済評論家）
- 横粂勝仁（弁護士、元衆議院議員）
- 山下一仁（元農水省官僚、キヤノングローバル戦略研究所研究主幹）
- 鬼島紘一（作家)
- 古川勝久（元国連安保理 北朝鮮制裁委員会 専門家パネル委員）
- 大野和基（国際ジャーナリスト）
- 近藤大介（週刊現代編集次長、特別編集委員）
- ケント・ギルバート（アメリカ合衆国・カリフォルニア州弁護士、外国人タレント）
- 高橋和夫（国際政治学者、放送大学名誉教授）
- 高山正之（ジャーナリスト、元産経新聞テヘラン支局長）
- 倉持麟太郎（弁護士、元議員秘書）
- 小泉悠（軍事アナリスト）
- 中村逸郎（筑波大学教授）

参加者
- 春香クリスティーン（タレント）
- 神田愛花（フリーアナウンサー、元NHKアナウンサー）
- 友近（お笑いタレント）
- 篠田恵里香（弁護士）
- 香山ひとみ（リポーター）
- 時東ぁみ（歌手）△
- 中村静香（グラビアアイドル）- 2016年5月6日
- 橋本マナミ（グラビアアイドル）- 2015年12月23日
- ルビー・モレノ（女優）- 2016年5月6日
- 町田彩夏（政治アイドル）
- REINA（セクシーチョコレート）- 2016年7月8日
- 五戸美樹（フリーアナウンサー・元ニッポン放送アナウンサー）- 2016年7月29日
- 古瀬絵理（フリーアナウンサー、元NHK山形放送局契約キャスター）
- 荻原博子（経済ジャーナリスト） - 2016年10月7日、2017年1月20日、第144回
- 佐藤みのり（弁護士）
- 山口真由（弁護士） - 2016年10月7日、11月4日
- 森井じゅん（公認会計士） - 2017年1月20日
- 瀬川アニータ（モデル）
- 西田藍（書評アイドル）
- 梅宮万紗子（女優） - 第133回
- 柿坂沙庸理（リポーター）
- 居島一平（米粒写経） - 2017年8月29日[注 9]
- 菜乃花（グラビアアイドル） - 第130回、第135回
- 黒田有彩（リケジョタレント） - 2018年4月30日、5月14日、6月4日
- 岡田紗佳（ファッションモデル、プロ雀士）
- 岡田サリオ（タレント）
- フィフィ（タレント）
- 林久美子（一般社団法人For The Word代表理事、元びわ湖放送アナウンサー、参議院議員）
- 重盛さと美（タレント）
- 久住小春（タレント、元モーニング娘。） - 2018年5月28日
- 佐々木もよこ（タレント）
- 安藤咲良（フリーアナウンサー、タレント）- 第222回（2019年7月15日）、第226回（2019年8月13日）
- 脊山麻理子（フリーアナウンサー、元日本テレビアナウンサー、グラビアアイドル）△

## スタッフ

### 現在
- ナレーション：宇和川恵美、梅本尚太
- 構成：斎藤由紀夫、平野敬太
- リサーチ：平野友介
- 会場管理：加藤拓也
- 会場：阿部正史、北島圭悟
- SW：木塚慶
- CAM：大畑正人、板村伸太朗、長谷川哲也、柴田洋介
- VE：河井吉正、吉村裕翔
- VTR：星照光
- 音声：稲美勝
- 音響：井元裕樹
- 照明：西村幸久、杉村光徳
- LED：鈴木慶仁、坂部駿椰
- 美術プロデューサー：森健彦
- デザイン：坪田幸之
- 美術進行：椛田学
- 大道具制作：福田智宏
- 美術：日野信之
- アクリル装飾：山田隼人
- EED：山本崇央、下林高幸、寺内太郎
- MA：池田拓実
- 音効：藤澤康太
- 写真提供：時事通信フォト、アフロ
- メイク：山田かつら
- 美術協力：フジアール
- 会場：nicofarre
- 技術協力：ドワンゴ、REC、SpEED、MONOOTOSTUDIO、東京舞台照明、MSI JAPAN、Y.D.S、JUNESEP
- インターネット：竹村賢治(DHCテレビ)、永田怜(DHCテレビ)
- 演出：吉田麻里（DHCテレビ）[注 10]
- プロデューサー：山田晃（DHCテレビ）
- 製作・著作：DHCテレビ

### 過去
- 構成：渡邊仁、
- 会場管理：神志那大樹
- SW：星野伸男
- CAM：月村圭、鴨川亮介、梶田悟、本木下オサム、本多晋、坂村伸太郎
- VTR：門田夏樹
- 音響：小田めぐみ、一色春香
- 照明：南順子
- EED：竹嶋夕貴、川原沙彩、楠田惣彦、栗原啓、佐藤友彦、春日真弓、邉見和子、杉山愛理、アルセン
- 技術協力：CRAZY TV
- AP：百瀬和代(BOY'S)
- ディレクター：髙井将后(BOY'S)、伊江 成晃、鷲尾拓也(BOY'S)、政香恭平(BOY'S)、川口智久、郡亮太、高見亘
- 演出：枡田貴幸(BOY'S)
- プロデューサー：三浦真理子 (BOY'S)、一色啓人(BOY'S)
- エグゼクティブ・プロデューサー：濱田麻記子
- 制作：BOY'S TV DIRECTION COMPANY

## 放送局及び配信媒体

### 第155回以降
配信プラットフォーム
- YouTube・FRESH!・ニコニコ生放送で毎週月曜22:00 - 23:00にオンタイムでの配信を行い、アーカイブは各地方局の放送が終了した後の公開となる。

テレビ放送
地上波放送はいずれもDHCテレビジョンが放送枠を購入して放送をしていたが、テレビ局ごとの考査によって局の放送基準に内容が適さないと判断された場合や編成の都合によっては、放送されない回があった。また、以下の各局の都合により、毎週放送の地域もあれば、隔週又は不定期放送（編成の穴埋め等）の地域もあった。
2019年4月現在で、放送していた局は以下の通りである。
- 北海道文化放送（2021/3/27#306で放送を打ち切り）
- 青森テレビ
- 岩手めんこいテレビ
- 仙台放送
- 秋田テレビ
- さくらんぼテレビ
- 福島テレビ
- テレビ山梨
- 新潟総合テレビ
- 静岡第一テレビ
- チューリップテレビ
- 石川テレビ
- 福井テレビ
- 岐阜放送（2021/3/27#306で放送を打ち切り）
- びわ湖放送
- 奈良テレビ
- テレビ和歌山
- 山陰中央テレビ
- テレビ山口
- テレビ高知
- テレビ愛媛
- サガテレビ
- 大分放送
- テレビ長崎
- テレビ熊本
- テレビ宮崎
- 鹿児島テレビ
- FOXスポーツ&エンターテイメント（2020年3月での放送終了に伴い、2019年12月23日放送分で打ち切り[14][15]）

### 第104回から第154回まで
配信プラットフォーム
- YouTube※下記の番販ネット局にて、テレビ放送が全局終了した回から順次配信、また、番組販売考査及び編集段階からテレビ放送出来ない特別編も配信

テレビ放送
制作元での公式の放送局の並び順にソート。いずれもDHCテレビジョンが放送枠を購入して放送をしているが、テレビ局ごとの考査によって局の放送基準に内容が適さないと判断された場合や編成の都合によっては、放送されない回がある。
| 放送対象地域   | 放送局                         | 系列                                         | 放送期間                      | 放送時間（JST）                      |
| -------------- | ------------------------------ | -------------------------------------------- | ----------------------------- | ------------------------------------ |
| 東京都         | TOKYO MX1                      | 独立局                                       | 2017年4月3日 - 2018年3月26日  | 月曜 22:00 - 23:00                   |
| 青森県         | 青森テレビ（ATV）              | TBS系列                                      | 2017年4月7日 -                | 金曜 1:55 - 2:54（木曜深夜）         |
| 岩手県         | 岩手めんこいテレビ（mit）      | フジテレビ系列                               |                               | 月曜 1:05 - 2:05（日曜深夜）         |
| 秋田県         | 秋田テレビ（AKT）              | フジテレビ系列                               | 2017年5月20日 -               | 土曜 1:55 - 2:55（金曜深夜）         |
| 山形県         | さくらんぼテレビ（SAY）        | フジテレビ系列                               | 2017年4月4日 -                | 火曜 1:30 - 2:30（月曜深夜）         |
| 福島県         | 福島中央テレビ（FCT）          | 日本テレビ系列                               | 2017年4月4日 - 2018年3月26日  | 第1火曜 1:54 - 2:54（第1月曜深夜）   |
| 新潟県         | テレビ新潟（TeNY）             | 日本テレビ系列                               | 2017年5月20日 - 2018年3月31日 | 土曜 2:29 - 3:29（金曜深夜）         |
| 富山県         | チューリップテレビ（TUT）      | TBS系列                                      | 2017年4月17日 -               | 月曜 2:03 - 3:03（日曜深夜）         |
| 石川県         | 石川テレビ（ITC）              | フジテレビ系列                               | 2017年4月3日 -                | 月曜 1:30 - 2:30（日曜深夜）         |
| 福井県         | 福井テレビ（FTB）              | フジテレビ系列                               | 2017年4月6日 -                | 木曜 1:20 - 2:20（水曜深夜）         |
| 千葉県         | 千葉テレビ（CTC）              | 独立局                                       | 2017年4月3日 - 2018年3月26日  | 月曜 23:00 - 翌0:00                  |
| 神奈川県       | テレビ神奈川（tvk）            | 独立局                                       | 2017年10月2日 - 2018年3月26日 | 月曜 0:00 - 1:00（日曜深夜）         |
| 愛知県         | テレビ愛知（TVA）              | テレビ東京系列                               | 2017年4月7日 - 2018年3月30日  | 金曜 2:05 - 3:05（木曜深夜）         |
| 兵庫県         | サンテレビ（SUN）              | 独立局                                       | 2017年7月7日 - 2018年3月30日  | 金曜 1:30 - 2:30（木曜深夜）         |
| 滋賀県         | びわ湖放送（BBC）              | 独立局                                       | 2017年5月5日 -                | 金曜 10:00 – 11:00                   |
| 奈良県         | 奈良テレビ（TVN）              | 独立局                                       | 2017年5月6日 -                | 土曜 23:30 - 翌0:30                  |
| 和歌山県       | テレビ和歌山（WTV）            | 独立局                                       | 2017年4月25日 -               | 火曜 9:00 - 10:00                    |
| 島根県・鳥取県 | 山陰中央テレビ（TSK）          | フジテレビ系列                               | 2017年4月10日 -               | 月曜 1:55 - 2:55（日曜深夜）         |
| 山口県         | テレビ山口（tys）              | TBS系列                                      | 2017年4月7日 -                | 金曜 1:42 - 2:42（木曜深夜）         |
| 岡山県・香川県 | 山陽放送（RSK）                | TBS系列                                      | 2017年5月23日 - 2018年3月27日 | 火曜 2:20 - 3:20（月曜深夜）         |
| 徳島県         | 四国放送（JRT）                | 日本テレビ系列                               | 2017年6月12日 - 2018年3月26日 | 月曜 1:55 - 2:55（日曜深夜）         |
| 愛媛県         | 南海放送（RNB）                | 日本テレビ系列                               | 2017年4月9日 - 2018年3月25日  | 日曜 4:10 - 5:10（土曜深夜）         |
| 高知県         | テレビ高知（KUTV）             | TBS系列                                      | 2017年5月21日 -               | 日曜 2:12 - 3:12（土曜深夜）         |
| 福岡県         | 福岡放送（FBS）                | 日本テレビ系列                               | 2017年5月18日 - 2018年3月29日 | 木曜 3:04 - 4:04（水曜深夜）         |
| 佐賀県         | サガテレビ（sts）              | フジテレビ系列                               | 2017年4月8日 -                | 土曜 1:25 - 2:25（金曜深夜）         |
| 長崎県         | 長崎国際テレビ（NIB）          | 日本テレビ系列                               | 2017年4月9日 - 2018年3月25日  | 日曜 1:35 - 2:35（土曜深夜）         |
| 大分県         | 大分放送（OBS）                | TBS系列                                      | 2017年5月28日 -               | 日曜 3:08 - 4:08（土曜深夜）         |
| 熊本県         | くまもと県民テレビ（KKT）      | 日本テレビ系列                               | 2017年6月13日 - 2018年3月20日 | 隔週火曜 2:59 - 3:59（隔週月曜深夜） |
| 宮崎県         | テレビ宮崎（UMK）              | フジテレビ系列 日本テレビ系列 テレビ朝日系列 | 2017年7月8日 -                | 土曜 2:17 - 3:17（金曜深夜）         |
| 鹿児島県       | 鹿児島読売テレビ（KYT）        | 日本テレビ系列                               | 2017年4月17日 - 2018年3月26日 | 月曜 2:25 - 3:25（日曜深夜）         |
| 日本全域       | FOXスポーツ&エンターテイメント | BS放送                                       | 2017年4月21日 - 2018年3月     | 月曜 23:00 - 0:00                    |
| 日本全域       | BS11                           | BS放送                                       | 2017年7月6日 - 2018年3月29日  | 木曜 2:00 - 3:00（水曜深夜）         |

### 第103回まで
テレビ放送
| 放送対象地域   | 放送局                         | 系列           | 放送期間                      | 放送時間（JST）                   | 備考・脚注 |
| -------------- | ------------------------------ | -------------- | ----------------------------- | --------------------------------- | ---------- |
| 日本全域       | DHCシアター                    | CS放送         | 2015年4月7日 - 2017年3月31日  | 金曜 21:00 - 22:00                | 制作局     |
| 東京都         | TOKYO MX1                      | 独立局         | 2015年10月8日 - 2017年3月27日 | 月曜 22:00 - 23:00                | 先行ネット |
| 愛知県         | テレビ愛知（TVA）              | テレビ東京系列 | 2016年10月7日 -               | 金曜 2:05 - 3:05 （木曜深夜）     | 遅れネット |
| 熊本県         | くまもと県民テレビ             | 日本テレビ系列 | 2016年11月22日 -              | 火曜 2:59 - 3:59 （隔週月曜深夜） | 遅れネット |
| 佐賀県         | サガテレビ（sts）              | フジテレビ系列 | 2017年1月9日 -                | 月曜 1:15 - 2:15 （日曜深夜）     | 遅れネット |
| 日本全域       | FOXスポーツ&エンターテイメント | BS放送         | 2017年1月13日 - 4月14日       | 金曜 10:00 - 11:00                | 遅れネット |
| 千葉県         | 千葉テレビ（CTC）              | 独立局         | 2017年1月16日 -               | 月曜 19:00 - 20:00                | 遅れネット |
| 山形県         | さくらんぼテレビ（SAY）        | フジテレビ系列 | 2017年1月17日 -               | 火曜 1:30 - 2:30 （月曜深夜）     | 遅れネット |
| 福井県         | 福井テレビ（FTB）              | フジテレビ系列 | 2017年1月19日 -               | 木曜 1:20 - 2:20 （水曜深夜）     | 遅れネット |
| 石川県         | 石川テレビ（ITC）              | フジテレビ系列 | 2017年1月23日 -               | 月曜 1:05 - 2:05 （日曜深夜）     | 遅れネット |
| 鳥取県・島根県 | 山陰中央テレビ（TSK）          | フジテレビ系列 | 2017年1月23日 -               | 月曜 2:00 - 3:00 （日曜深夜）     | 遅れネット |
| 岡山県・香川県 | 山陽放送（RSK）                | TBS系列        | 2016年11月22日 -              | 火曜 2:20 - 3:20 （月曜深夜）     | 遅れネット |
| 富山県         | チューリップテレビ（TUT）      | TBS系列        | 2016年11月28日 -              | 月曜 2:03 - 3:03 （日曜深夜）     | 遅れネット |

単発放送の実績のある放送局
- 福島中央テレビ（福島県、日本テレビ系列）
- テレビ信州 (長野県、日本テレビ系列)
- 静岡第一テレビ（静岡県、日本テレビ系列）
- 南海放送（愛媛県、日本テレビ系列）
- 福岡放送（福岡県、日本テレビ系列）
- 長崎国際テレビ（長崎県、日本テレビ系列）
- ミヤギテレビ（宮城県、日本テレビ系列）
- 鹿児島読売テレビ（鹿児島県、日本テレビ系列）
- 静岡放送（静岡県、TBS系列）
- テレビ山口（山口県、TBS系列）
- 中国放送（広島県、TBS系列）
- 大分放送（大分県、TBS系列）
- IBC岩手放送（岩手県、TBS系列）
- 広島テレビ（広島県、日本テレビ系列）

※番販ネット局での考査に通らなかった、編成の都合、BPOの審議入りとなったこと等の理由により、局によっては特定回を臨時非ネットとすることがある（例：第101回〈制作局では2017年3月17日放送〉など）。
ネット配信
- Youtube※DHCシアター閉局日である2017年3月31日時点では、上記のテレビ放送が番販ネット局全局で終了した回から順次配信。